# Système européen de comptabilité
Pour les articles homonymes, voir SEC.
Le système européen de comptabilité nationale est un système de comptabilité qui procure un cadre comptable commun aux pays de l'Union européenne et permet une harmonisation poussée de leurs comptabilités nationales.

## Historique
Le système adopté en 1995 (SEC 95) reproduit très largement le système de comptabilité nationale préparé sous l’égide de l’ONU (SCN 1993), dont tous les pays membres doivent s’inspirer. Le SEC 95 utilise les mêmes définitions, conventions comptables et classifications que le SCN 1993, mais en diffère légèrement sur plusieurs points. Il est en général plus détaillé sur les aspects spécifiques des économies d'Europe.
L'harmonisation entre SEC et SCN a été améliorée avec la mise en place du SCN 2008, mis au point conjointement par la Commission européenne, les Nations unies, le FMI, la Banque mondiale et l'OCDE.
Dans les pays membres de l'Union européenne, l’adoption du SEC 95 a été l’occasion de la mise en place de systèmes nationaux de comptabilité nationale compatibles à la fois avec les systèmes de comptabilité des entreprises et avec le système européen, en particulier en introduisant des nomenclatures d’activités et de produits rénovées. Chaque pays a opéré une révision de l’ensemble des évaluations et introduit une nouvelle base de comptes. 
En France, la principale modification a concerné les services, qui sont décrits dans un plus grand détail. Les premiers comptes selon la nouvelle base sont disponibles depuis avril 1999. Des travaux sont en cours pour préciser les bases de compte.

## Les opérations

### Les opérations sur biens et services
Ce sont les flux provenant de la production et de la circulation de biens et services entre agents résidents ou agents non résidents.
Lorsque ces opérations font intervenir le reste du monde (les non-résidents), on parle :
- d'importations[5] ;
- d'exportations[6].

Ce type d'opérations porte notamment sur la formation brute de capital fixe (FBCF), qui inclut les immobilisations incorporelles, y compris les logiciels.

### Les opérations de répartition
Ce sont les opérations qui décrivent la circulation de la valeur ajoutée créée par les producteurs.

## Les comptes

### Les comptes des secteurs institutionnels
Ces comptes sont élaborés pour chacun des six secteurs institutionnels.
La formation brute de capital fixe (FBCF) intègre dorénavant les actifs incorporels, qui correspondent au capital immatériel.

### Les comptes de synthèse
Les comptes de synthèse sont :
- Le tableau des comptes économiques intégrés (CEI)
- Le tableau des opérations financières (TOF)
- Le tableau des entrées et des sorties (TES)
- Le tableau économique d'ensemble (TEE)

## Les agrégats[7]

### Le Produit Intérieur Brut
Comme dans les systèmes modernes de comptabilité nationale, le produit intérieur brut aux prix du marché peut se définir de trois manières dans le SEC :
a) Calcul dans l'optique de la production :
PIB = Ensemble des valeurs ajoutées brutes (VA) + (Impôts - Subventions) sur les produits
b) Calcul dans l'optique de la dépense :
PIB + Importations = Consommations intermédiaires (CI) + Consommation finale effective (CF) + Formation Brute de Capital Fixe (FBCF) + Variations de stocks + Exportations
c) Calcul dans l'optique du revenu :
PIB = Rémunération des salariés + (Impôts - Subventions) sur la production  et les importations + Excédent Brut d'exploitation (EBE) et Revenu mixte
Le produit intérieur net (PIN) aux prix du marché est obtenu en déduisant du PIB la consommation de capital fixe.

### Le produit national brut
PNB = PIB + Revenu du travail de la propriété et de l'entreprise reçus du reste du monde - Revenu du travail de la propriété et de l'entreprise versé au reste du monde
PNB (français) = PIB + Revenu des entreprises française à l'étranger - Revenu des entreprises étrangères en France

### Le Revenu National Brut
RNB = PNB

### Le revenu national net
RNN = RNB - Consommation de capital fixe

### Le DIB
DIB = PIB + importations - exportations